# World’s Strongest Man
World’s Strongest Man (Nejsilnější muž světa, WSM) je silová soutěž, která se koná v USA během léta a ve Velké Británii každý rok na konci prosince. Soutěžící se každý rok kvalifikují na základě umístění mezi prvními třemi na čtyřech až osmi událostech Giants Live.
Současným sponzorem akce je Tachi Palace. Mezi předchozí sponzory patří Coregenx, Commerce Hotel and Casino, DAF Trucks, Tonka, MET-Rx a PartyPoker.com.
Událost má řadu konkurenčních a paralelních soutěží, s nimiž je někdy zaměňována, včetně Strongman Super Series, nyní již zaniklého mistrovství světa IFSA Strongman (probíhalo v letech 2005–2007 poté, co se v roce 2004 Mezinárodní federace silových sportovců rozešla s WSM) a Strongman Champions League.

## Historie
K dispozici je několik dokumentů, které historii WSM mapují . Prvním významným je Worlds Strongest Man – Thirty Years Of Pain z roku 2008, oslavující 30. výročí soutěže. V roce 2017 byla na počest 40. výročí soutěže vydána řada videí.

### 1970–1989
Koncept „Nejsilnějších mužů na světě“, jak se soutěž původně jmenovala, byl vyvinut v roce 1977 pro CBS společností Langstar Inc. David Webster, Skot, který za své služby ve sportu později obdržel Řád britského impéria, byl jejím hlavním koordinátorem od jejího založení. Dr. Douglas Edmunds, skotský silák a mnohonásobný šampion ve vrhu koulí, diskem a hodu kládou, s Websterem spolupracoval, a když Webster odešel do důchodu, post převzal. Tito dva muži měli na starosti pozvání soutěžících a výběr akcí. Mezitím, v roce 1982, CBS prodala práva BBC, která zase prodala práva TWI. V roce 1987 se WSM nekonala poprvé od svého založení. V tomto roce se konala první a jediná netýmová soutěž Pure Strength, ale nebyla součástí franšízy WSM.
U prvních několika soutěží byli v síťovém vysílání použity známí američtí komentátoři a analytici. Patřili mezi ně Brent Musburger, Tom Brookshier a uznávaná autorita na silové disciplíny, novinář a autor Dr. Terry Todd. Todd byl sám bývalým držitelem světového rekordu v silovém trojboji a v roce 1990 založil Centrum tělesné kultury a sportu HJ Lutcher Stark. Také jej Arnold Schwarzenegger požádal, aby v roce 2001 založil Arnold Strongman Classic,. Tato soutěž má největší finanční dotaci ze všech soutěží Strongman, v roce 2017 s nejvyšší cenou přes 72 000 dolarů.
Během tohoto raného období se soutěžní řady skládaly převážně z hráčů amerického fotbalu, powerlifterů a kulturistů a konaly se v amerických lokacích, dokud nebyly v roce 1983 přesunuty do Christchurche na Novém Zélandu. Dvojnásobný vítěz Bruce Wilhelm (USA) odešel do výslužby a v roce 1979 jej nahradil impozantní Don Reinhoudt, 162 kg (357 lb) těžký americký powerlifter. Reinhoudt dodnes drží několik nevybavených světových rekordů v powerliftingu.
V roce 1979 se objevil nováček a legendární powerlifter Bill Kazmaier (USA), který se umístil na 3. místě poté, co většinu soutěže vedl. Sportu dominoval v takové míře od roku 1980 do roku 1982 (v roce 1980 vyhrál rekordních 28 bodů), údajně byl ze soutěže vyloučen na pět let poté, co se stal prvním mužem, který vyhrál tři po sobě jdoucí tituly WSM. Stanovil fenomenální rekordy s 478,5 kg (1055 lb) ve zvedání stříbrných dolarů, 439,5 kg (969 lb) v dřepu (kovářský stroj) a pak rekordních 165,6 kg (365 lb) ve zdvihu klády s hrubou nevyváženou kládou. To mu nakonec vyneslo místo v Síni slávy WSM.
Poté, co Kazmaier odešel, jeho nejbližší rival, se bývalý olympionik Geoff Capes z Velké Británie, vystřídal ve vítězství s islandským powerlifterem Jónem Pállem Sigmarssonem. Sigmarsson zvýšil popularitu a povědomí o události na novou úroveň. Zemřel 3 roky poté, co vyhrál svůj čtvrtý a poslední titul WSM v roce 1990.

### 1990–2010
V roce 1995 vytvořili Edmunds a Webster spolu se zástupci soutěžících včetně Jamieho Reevese, Ilkky Kinnunena a Marcela Mosterta řídící orgán nazvaný Mezinárodní federace silových sportovců (IFSA). IFSA začala organizovat akce na míru, například mistrovství Evropy IFSA, a také se ujala vedení při spolupráci s BBC a TWI při organizování soutěže Nejsilnější muž na světě. Po téměř deset let byly IFSA a WSM neoddělitelně provázány, ale v roce 2004 se to změnilo. Oddělení správy sportovních práv InvestGroup Ventures, InvestGroup Sports Management, investovalo značné prostředky do IFSA, což vedlo k vytvoření IFSA Strongman. Strategií bylo získat většinu mezinárodních aktiv a nemovitostí souvisejících s tímto sportem. V podstatě se jednalo o novou organizaci, kterou někteří, jako je Magnus Samuelsson, popisovali jako „novou společnost ... se stejným názvem jako naše stará federace“. Pokus o dominanci nebyl TWI dobře přijat a následovala neshoda vedoucí v tomto sportu k rozkolu. Již dříve, v roce 2001, uzavřela IFSA ve své dřívější podobě dohodu s World Class Events (WCE), vedenou Ulfem Bengtssonem, o provozování Super Series. Tato Super Series byla vytvořena, aby udělovala titul mistra světa, ale také fungovala jako kvalifikační prostředek pro WSM. Když se Strongman v roce 2004 rozdělil, Super Series se postavil na stranu TWI a vytvořil konkurenční federaci IFSA. Vzhledem k tomu, že WSM je událostí ve vlastnictví TWI, IFSA Holdings pro rok 2005 oznámila své vlastní mistrovství světa, které se mělo konat v Quebecu, a od té doby se tedy do soutěže WSM nezapojila.
Rozkol s IFSA, která svým registrovaným sportovcům na WSM zakázala soutěžit, znamenal, že ne všichni uznávaní nejlepší sportovci na světě byli oprávnění soutěžit. Reputace WSM jako přední události si však udržela atraktivitu pro účely vysílání. V posledních letech byla soutěž vysílána na ESPN, ESPN2, TSN, Televisa Deportes a Five a v USA na CBS Sports Network. Dlouhodobost soutěže v silové atletice a její vysoká úroveň televizního vysílání v průběhu let vedla k tomu, že byla popsána jako „dědeček všech soutěží strongmanů“.
V posledních letech soutěžní události zahrnovaly spíše určité množství atletiky, než aby byly o surové síle, aby se potlačila zranění. To vedlo některé kritiky k tvrzení, že skutečné soutěže nejsilnějších mužů jsou soutěže jako Arnold Strongman Classic nebo Fortissimus. Soutěž WSM je však špičkovými sportovci běžně označována jako „the Worlds“ (Svět) a navzdory kritikům je to přední značka v oboru. Žádná jiná silová soutěž se v televizním vysílání neblíží úrovním WSM
Na začátku 90. let získal Magnús Ver Magnússon z Islandu titul čtyřikrát a stal se druhým a jediným dalším mužem kromě legendárního Billa Kazmaiera, který vyhrál tři po sobě jdoucí tituly. Na konci 90. let převzaly kontrolu nad titulem skandinávské země, což trvalo až do roku 2002. Relativně malý ale dynamický Jouko Ahola z Finska (vážící 125 kg (275 lb)) získal během tohoto období dva tituly za tři roky. Později se stal rozhodčím v událostech WSM / strongman a také hercem.
Počátkem až koncem roku 2000 soutěži dominoval pětinásobný polský vítěz Mariusz Pudzianowski, který si vysloužil přezdívku „Dominátor“. Vypadal svalnatý a vyrýsovaný a dočasně předefinoval, co je silák v očích světa. S váhou 142 kg (313 lb) při maximální hmotnosti běžně porazil muže mnohem větší, než byl sám. Spojoval dohromady rychlost a obrovskou sílu. Ve skutečnosti byl tak dominantní, že tři z jeho pěti vítězství v šampionátu byla jasná, ještě než proběhla poslední disciplína. Naposledy vyhrál v roce 2008, kdy do sportu vstoupili větší a vyšší muži.
Soutěž v roce 2006 skončila dramatickým způsobem: ve finále začal Mariusz Pudzianowski dobře tím, že ve Zdvihu sdílel 1. místo a snadno vyhrál Schody síly; ale poté, co vyhrál posledních 5 disciplín v řadě, jej vyřadil Phil Pfister v závěrečné disciplíně, Atlasových kamenech. Pfister se stal prvním Američanem, který vyhrál soutěž od roku 1982, a vůbec prvním Američanem, který vyhrál soutěž mimo USA.
V roce 2008 měl Derek Poundstone po třech disciplínách velký náskok před Mariuszem Pudzianowskim, ale Pudzianowski zvítězil ve Zdvihu a poté zvítězil i v důležitém Tahání letadla, čímž rozdíl zmenšil. Pudzianowski a Poundstone poté bojovali o titul nejsilnějšího muže světa na poslední části, Atlasových kamenech. Pudzianowski dokázal s těžším Poundstonem držet krok, nicméně na posledním kameni dokázal Pudzianowski vydělat na Poundstonově zaváhání a zajistil si svůj pátý titul.
V roce 2009 skončilo dlouhotrvající rozdělení IFSA / WSM, což mělo za následek konečnou účast všech nejlepších siláků z celého světa v jedné soutěži. Dvojnásobný mistr světa IFSA Žydrūnas Savickas získal svůj první titul WSM a obhájce titulu Mariusz Pudzianowski skončil druhý v jeho poslední soutěži WSM. Na třetím místě se umístil nastupující favorit Brian Shaw.
Žydrūnas zopakoval své vítězství znovu v roce 2010, když zvítězil na odpočítávání proti Brianu Shawovi v nejtěsnějším vítězství v historii WSM. Vynikající atlet IFSA a fanoušky oblíbený Michail Koklyaev skončil ve svém debutu na WSM třetí. Žydrūnas vytvořil světový rekord ve Zdvihu obří dřevěné klády tahem 212,5 kg (467,5 lb).

### 2011–2020
Při vstupu do soutěže WSM v roce 2012 utrpěl Brian Shaw poškození nervů v rukou a sklouzl na čtvrté místo. To Žydrūnasovi otevřelo dveře k získání jeho třetího titulu WSM, na druhém místě skončil jeho litevský kolega Vytautas Lalas a na třetím místě se umístil islandský gigant Hafþór Júlíus Björnsson. Žydrūnas vytvořil světový rekord ve zdvihu klády výkonem 220 kg (484 lbs.).
Na WSM 2017 soutěžili poprvé dva čtyřnásobní vítězové, Brian Shaw a Žydrūnas Savickas, ale Eddie Hall vyhrál svůj první titul nad finalistou Hafþór Júlíus Björnsson o 1 bod. Od vátězství Velšana Garyho Taylora v roce 1993 to bylo první vítězství pro Velkou Británii. Hall také vytvořil nový světový rekord Strongman s klasickou kládou na 472,5 kg (1041,7 lbs) pro mrtvý tah prováděný pouze pomocí popruhů. Soutěž však měla sporné body. Björnsson tvrdil, že ve Viking pressu dokončil ještě jedno opakování, jež mu však soudce neuznal. V roce 2020 bývalý producent světové soutěže Strongman Andrew B. Quinn tvrdil, že soudci byli vůči Björnssonovi shovívaví. Uvedl několik příkladů, kdy Björnsson nedodržoval pravidla Viking pressu, která uvádějí, že sportovci musí čekat na signál „dolů“ při každém opakování a nesmí se dvakrát zhoupnout v kolenou.
Soutěž v roce 2018 se poprvé ve své historii konala v Manile na Filipínách. Eddie Hall, vítěz Nejsilnějšího muže světa z roku 2017, svůj titul neobhájil. Turnaj vyhrál Island Hafþór Júlíus Björnsson, první Islanďan od roku 1996, kdy získal titul Magnús Ver Magnússon. Mateusz Kieliszkowski z Polska skončil druhý a čtyřnásobný vítěz Brian Shaw z USA třetí. Žydrūnas Savickas, také čtyřnásobný vítěz, skončil desátý poté, co odstoupil ve čtvrté disciplíně kvůli zranění.
Soutěž v roce 2019 se konala v Bradentonu na Floridě a vyhrál Američan Martins Licis, který porazil obhájce titulu a celebritu Hafþóra Júlíuse Björnssona z Islandu. Hafþór Júlíus Björnsson se v prvním závodě zranil, ale dokázal závod dokončit a na stupních vítězů skončil na 3. místě. Byl použit nový formát, který zahrnoval pouze 25 místo 30 soutěžících a celá soutěž probíhala pouze 4 dny místo obvyklých 5+. Finále bylo omezeno na 5 disciplín a trvalo jen jeden den. Nový formát byl pro televizní vysílání zkrácen. Šampionát se konal se v Bradentonu na Floridě v USA.
Kompletní časová osa bývá k dispozici na oficiálních stránkách WSM.

## Formát soutěže a tradiční disciplíny
Zpočátku dostávalo pozvánku osm mužů představujících různé sportovní a silové disciplíny, aby soutěžili proti sobě v jedinečných disciplínáchch určených k testování každého jednotlivce v plném rozsahu. První disciplíny byly relativně hrubé, ale v průběhu let se zaváděly nové nápady. Některé události měly základ v powerliftingu a v těžkých disciplínách Skotských her, další byly vytvořeny na základě mytologických silových výkonů. Existuje celá řada disciplín, ze kterých se každá soutěž skládá.
- Loading Race – několik těžkých předmětů, z nichž každý váží 100–163 kg, je nakládáno na korbu nákladního automobilu nebo podobnou plošinu na dráze asi 50 stop (15 m).[17]
- Atlasovy kameny (Atlas Stones) – Pět těžkých kulatých kamenů, jejichž hmotnost se zvyšuje v rozmezí 100–159 kg, je třeba zvednout a položit na plošiny. Když byly kameny poprvé představeny v soutěži, jednalo se o individuální disciplínu a všechny plošiny byly stejně vysoké. Moderní disciplína Atlas Stones se koná na trati dlouhé 16–33 stop (5–10 m) a soutěžící se účastní po dvou. Disciplína Atlas Stones má tři aktuální varianty. V jedné jsou kameny umístěny přímo před nástupiště a soutěžící je musí jednoduše zvednout a umístit, přičemž nejlehčí kámen se umístí na nejvyšší plošinu. Ve druhé jsou kameny umístěny na diagonále, přičemž první kámen je před první plošinou, a každý následující kámen je položen dále od hřiště, přičemž nejtěžší kámen je nejdále (nebo naopak). Třetí varianta má pět plošin v přímé svislé linii s kameny před každou a soutěžící musí umístit kameny a poté se přesunout na krátkou vzdálenost k další. V soutěžích ve druhém desetiletí 21. století to obvykle byla závěrečná disciplína.[18] V soutěži 2015 byl nejtěžší kámen 209 kilogramů (461 liber). In the 2015 competition the heaviest stone was 209 kilos (461 lbs).[19]
- Tažení vozidla  (Vehicle Pull) – Vozidla, jako jsou přepravní vozy, tramvaje, vagóny, autobusy nebo letadla, je potřeba co nejrychleji táhnout na dráze 100 stop (30 m). V jedné variantě soutěžící objekt táhnou předmět lanem směrem k sobě. V další je soutěžící připevněný k lanu s vozidlem na opačném konci, zatímco pomocí jiného lana se přitahuje po dráze dolů. Ve třetí nejsou žádná lana, ale soutěžící táhnou vozidlo připojení v postroji.[20] V soutěži v roce 2007 se tahal hasičský vůz (možná jako poklona šampiónovi z roku 2006, Philu Pfisterovi, profesionálnímu hasiči) a v kvalifikačních kolech v roce 2008 byl nákladní vůz na uhlí (jako odkaz na průmyslovou těžbu uhlí v Západní Virginii, kde se soutěž konala).[21]
- Overhead Press – Nejtěžší možné zatížení je stlačeno nad hlavou nebo se pro opakování používá lehčí váha.[22]
- Fingal Fingers – Řadu sklopných tyčí („Fingalových prstů“) je třeba zvednout z vodorovné klidové polohy a překlopit na druhou stranu. Tyče jsou postupně těžší a delší. Disciplína se hodnotí časem a počtem tyčí, které dokázal soutěžící překlopit. Název disciplíny pochází od mytologického gaelského lovce a válečníka Fingala.[23]
- Power Stairs – Tři závaží určená na kachní chůzi (Duck Walk, viz níže) od 181 do 272 kg se postupně zvedají až na vrchol schodiště.[24]
- Dřep (Squat) – Dřep s velkými závažími, například 410 kg (900 liber) cihel, automobil nebo lidi na plošině. Použito bylo například zařízení, které pouští nakloněné sudy do klece, jeden po druhém po každém úspěšném zvednutí (disciplína je v tomto případě hodnocena podle hmotnosti namísto opakování). Sportovec pokračuje, dokud disciplínu úspěšně nedokončí, neskončí neúspěchem nebo mu nevyprší čas.[25]
- Mrtvý tah (Dead Lift) Zvedání závaží nebo vozidel do hmotnosti přibližně 1 100 liber (500 kg) přímo ze země, dokud se nohy nenarovnají ve stoji. Zvedá se buď na maximální váhu, nejvíce opakování s pevnou hmotností závaží nebo na čas s co nejdelší . Ve druhém desetiletí 21. století byl také použit aparát nabitý sudy, jaký je popsán výše pro disciplínu Dřep.[26][27]
- Hod sudem (Keg Toss) – Soutěžící musí házet sudy se zvyšující se hmotností přes tyč vysokou 14 stop 6 palců (4,42 m). Do soutěže byla v roce 2015 byla přidána variace s použitím bulin, zatímco v roce 2017 byly použity zlaté cihly.[28]
- Hod závažím (Weight Throw) – Závaží o váze 50 liber (23 kg) se háže přes hlavu s cílem přehodit bariéru nad soutěžícím. Cílem je hodit závaží co nejvýš.
- Car Carry – Soutěžící stojí uvnitř odstrojeného automobilu, kterému chybí část střechy a celá podlaha a interiér, a nesou ho po dráze dlouhé 25 metrů. Hráči jsou bodováni podle toho, jak rychle přepravili auto za cílovou čáru nebo jak daleko byli schopni se dostat autem před vypršením časového limitu.[29]
- Hercules Hold – Sportovec stojí mezi dvěma sloupy nahnutými směrem ven a drží je na rukojetích, aby zabránil jejich pádu do stran. Pokouší se sloupy udržet po co nejdelší dobu.[30]
- Carry and Drag – Soutěžící nese kotvu a řetěz na konec stanovené dráhy, kde je musí spojit a poté dotáhnout zpět.[31]
- Farmářská procházka (Farmer's Walk) – Soutěžící nosí těžké předměty (obvykle kovadliny) o hmotnosti od 125 do 170 kg v každé ruce na stanovenou vzdálenost a soutěží o nejrychlejší čas. Jednou z variací je použití těžkého rámu s rovnoběžnými rukojeťmi nebo těžkými předměty připevněnými k rukojeti, v další jsou mnohem těžší závaží (označované jako obří farmářská procházka).[32] Tato disciplína se obvykle odehrává na stejné trati jako Carry and Drag a probíhá jako závod, ale v jedné soutěži v čínské Sanye sportovci soutěžili jednotlivě se závažími po malém schodišti. V soutěži ve Victoria Falls v Zambii v roce 2001 závodníci soutěžili po dvou na trati vyžadující několik otoček.[33]
- Super jho  (Super Yoke) – Zařízení složené z příčky a dvou sloupků. Každý sloupek má na sobě připevněnou velkou váhu, například ledničku nebo naftový motor, a soutěžící musí na krátkou vzdálenost jho přenést na ramenou.
- Kámen Husafell (Husafell Stone) – Plochý trojúhelníkovitý kus skály o hmotnosti přibližně 182 kg (400 lb) soutěžící nese vysoko na hrudi na stanovenou vzdálenost nebo co nejdále v časovém limitu. Během několika let, kdy se soutěž konala v Africe, byla tato disciplína známá jako Africký kámen a kámen měl tvar tohoto kontinentu, jak jej známe z map. V soutěži roku 2017 se tato disciplína nazývala Elephant Carry a kámen měl tvar hlavy a obličeje slona afrického.[34]
- Kachní chůze (Duck Walk) – Předmět s rukojetí soutěžící kolébavým pohybem nese mezi nohama po stanovené dráze.[35]
- Hod kládou (Log Throw / Caber toss) – Pět metrů dlouhá kláda se hází na vzdálenost nebo na výšku přes příčku. Když se hází na vzdálenost, délka hodu se určuje měřením vzdálenosti mezi místem, kde měl soutěžící prsty na nohou, když házel, a špičkou klády, podle toho, kam poprvé dopadla.[36]
- Přetahování lanem (Tug of War) – Přetahování lanem jeden na jednoho s vyřazováním. V prvních několika soutěžích se tak určil vítěz: jednalo se o závěrečnou disciplínu.[37]
- Přetlačování dřevem (Pole Pushing) – Vyřazovací přetlačování jeden na jednoho v kruhu. Oba soutěžící za madla drží proti sobě kládu a snaží se vytlačit soupeře ven.[38]
- Krucifix (Crucifix) – Soutěžící drží závaží v upažení na obou stranách po co nejdelší dobu. V jedné z variant se závaží drží v předpažení, ať pomocí jedné nebo obou rukou.
- Obří jednoručky (Giant Dumbbell Press) – Soutěžící zvedá jednoruční činky ze země na rameno soutěžícího, odkud jednou rukou musí každou zvednout vzhůru nad hlavu a udržet ji. Provádí se se čtyřmi závažími o váze mezi 100 a 115 kilogramy a bodování založeno na čase a počtu úspěšných zdvihů.[39]
- Conanovo kolo (Basque Circle/Stone Circle/Conan's Wheel) – Soutěžící na předloktí zdvihne páku s kovovým košem, uvnitř kterého je obvykle nejméně 600 liber (270 kg) těžkých kamenů (WSM v roce 2015 nahradil kameny ananasem a alespoň jednou předtím se používalo auto). Na ohybech loktů páku s košem nese ve směru hodinových ručiček v kruhu po dráze s obvodem 25 metrů (82 stop). Soutěží se na uraženou vzdálenost.
- Skandinávská kladiva (Norse Hammers) – Do soutěže byla přidána poprvé v roce 2015 a jsou obdobou Fingal Fingers. Soutěžící musí o 180° překlopit tři tyče zakončená hlavicí kladiva, které je atributem severského boha Thóra. K dispozici jsou tři kladiva o hmotnosti 350, 365 a 380 liber (159/166/172 kg). Pro úspěšné zvládnutí disciplíny je nutné všechna tři kladiva překlopit před uplynutím časového limitu.[40]
- Cirkusová činka (Circus Barbell) – Disciplína opět dostala název podle použitého nástroje, který se podobá klasicky tvarované čince používané cirkusovými siláky a vážící 150 kilogramů (330 lb). Silná a pružná tyč, která soutěžícím ztěžuje zvedání, má na koncích dvě těžké koule. Disciplína je bodována za opakování v časovém limitu.[41]

Počínaje rokem 2017 byl změněn kvalifikační formát. Po pěti disciplínách si vedoucí soutěžící vybojuje místo ve finále. K určení, kdo se k němu přidá, se koná jedna poslední disciplína.
V roce 2017 byla přidána nová událost s názvem Last Man Standing (Poslední stojící muž). Atlasův kámen je umístěn ve středu osmiúhelníku a soutěžící musí jeden po druhém zvednout kámen přes kovovou tyč o výšce 140 cm (55 palců). Každý z nich má na to dvacet sekund a jakmile jeden nemůže akci dokončit, je vyřazen a na řadě je další soutěžící s dalším nejvyšším skóre. Soutěž pokračuje stupňovitým způsobem; začíná dvěma konkurenty s nejnižším skóre a pokračuje, dokud nezůstane jen jeden; tento soutěžící je prohlášen za vítěze disciplíny a zajišťuje si tak druhé místo ve finále pro kvalifikační skupinu.
Soutěž v roce 2018 použila Atlasovy kameny k určení druhého finalisty. Tři sportovci s nejnižším skóre byli vyřazeni ze soutěže a sportovci na druhém a třetím místě soupeřili o druhé misto ve finále v Atlasových kamenech: ten který je nejdřív dokončil (nebo se dostal nejdál), postoupil do finále.
V roce 2019 se vrátila disciplína Last Man Standing, ale místo toho, aby se jí účastnili zbývající čtyři soutěžící, určily druhého finalistu pouze soubojem mezi druhým a třetím.

## Přehled šampionátů
| Rok  | Vítěz                   | Druhý nejlepší          | Třetí místo             | Místo konání                    |
| ---- | ----------------------- | ----------------------- | ----------------------- | ------------------------------- |
| 2019 | Martins Licis           | Mateusz Kieliszkowski   | Hafþór Júlíus Björnsson | Bradenton, Florida              |
| 2018 | Hafþór Júlíus Björnsson | Mateusz Kieliszkowski   | Brian Shaw              | Manila, Filipíny                |
| 2017 | Eddie Hall              | Hafþór Júlíus Björnsson | Brian Shaw              | Gaborone, Botswana              |
| 2016 | Brian Shaw              | Hafþór Júlíus Björnsson | Eddie Hall              | Kasane, Botswana                |
| 2015 | Brian Shaw              | Žydrūnas Savickas       | Hafþór Júlíus Björnsson | Putrajaya, Malajsie             |
| 2014 | Žydrūnas Savickas       | Hafþór Júlíus Björnsson | Brian Shaw              | Los Angeles, Kalifornie         |
| 2013 | Brian Shaw              | Žydrūnas Savickas       | Hafþór Júlíus Björnsson | San-ja, Čína                    |
| 2012 | Žydrūnas Savickas       | Vytautas Lalas          | Hafþór Júlíus Björnsson | Los Angeles, Kalifornie         |
| 2011 | Brian Shaw              | Žydrūnas Savickas       | Terry Hollands          | Wingate, Severní Karolína       |
| 2010 | Žydrūnas Savickas       | Brian Shaw              | Mikhail Koklyaev        | Sun City, Jihoafrická republika |
| 2009 | Žydrūnas Savickas       | Mariusz Pudzianowski    | Brian Shaw              | Valletta, Malta                 |
| 2008 | Mariusz Pudzianowski    | Derek Poundstone        | Dave Ostlund            | Charleston, Západní Virginie    |
| 2007 | Mariusz Pudzianowski    | Sebastian Wenta         | Terry Hollands          | Anaheim, Kalifornie             |
| 2006 | Phil Pfister            | Mariusz Pudzianowski    | Don Pope                | San-ja, Čína                    |
| 2005 | Mariusz Pudzianowski    | Jesse Marunde           | Dominic Filiou          | Čcheng-tu, Čína                 |
| 2004 | Vasyl Virastyuk         | Žydrūnas Savickas       | Magnus Samuelsson       | Nassau, Bahamy                  |
| 2003 | Mariusz Pudzianowski    | Žydrūnas Savickas       | Vasyl Virastyuk         | Victoria Falls, Zambie          |
| 2002 | Mariusz Pudzianowski    | Žydrūnas Savickas       | Raimonds Bergmanis      | Kuala Lumpur, Malajsie          |
| 2001 | Svend Karlsen           | Magnus Samuelsson       | Janne Virtanen          | Victoria Falls, Zambie          |
| 2000 | Janne Virtanen          | Svend Karlsen           | Magnus Samuelsson       | Sun City, Jihoafrická republika |
| 1999 | Jouko Ahola             | Janne Virtanen          | Svend Karlsen           | Valletta, Malta                 |
| 1998 | Magnus Samuelsson       | Jouko Ahola             | Wout Zijlstra           | Tanger, Maroko                  |
| 1997 | Jouko Ahola             | Flemming Rasmussen      | Magnus Samuelsson       | Primm Valley Resort, Nevada     |
| 1996 | Magnús Ver Magnússon    | Riku Kiri               | Gerrit Badenhorst       | Port Louis, Mauricius           |
| 1995 | Magnús Ver Magnússon    | Gerrit Badenhorst       | Marko Varalahti         | Nassau, Bahamy                  |
| 1994 | Magnús Ver Magnússon    | Manfred Hoeberl         | Riku Kiri               | Sun City, Jihoafrická republika |
| 1993 | Gary Taylor             | Magnús Ver Magnússon    | Riku Kiri               | Orange, Francie                 |
| 1992 | Ted van der Parre       | Magnús Ver Magnússon    | Jamie Reeves            | Reykjavík, Island               |
| 1991 | Magnús Ver Magnússon    | Henning Thorsen         | Gary Taylor             | Tenerife, Kanárské ostrovy      |
| 1990 | Jón Páll Sigmarsson     | O.D. Wilson             | Ilkka Nummisto          | Joensuu, Finsko                 |
| 1989 | Jamie Reeves            | Ab Wolders              | Jón Páll Sigmarsson     | San Sebastián, Španělsko        |
| 1988 | Jón Páll Sigmarsson     | Bill Kazmaier           | Jamie Reeves            | Budapešť, Maďarsko              |
| 1987 | Nekonalo se             | Nekonalo se             | Nekonalo se             | Nekonalo se                     |
| 1986 | Jón Páll Sigmarsson     | Geoff Capes             | Ab Wolders              | Nice, Francie                   |
| 1985 | Geoff Capes             | Jón Páll Sigmarsson     | Cees de Vreugd          | Cascais, Portugalsko            |
| 1984 | Jón Páll Sigmarsson     | Ab Wolders              | Geoff Capes             | Mora, Švédsko                   |
| 1983 | Geoff Capes             | Jón Páll Sigmarsson     | Simon Wulfse            | Christchurch, Nový Zéland       |
| 1982 | Bill Kazmaier           | Tom Magee               | John Gamble             | Magic Mountain, Kalifornie      |
| 1981 | Bill Kazmaier           | Geoff Capes             | Dave Waddington         | Magic Mountain, Kalifornie      |
| 1980 | Bill Kazmaier           | Lars Hedlund            | Geoff Capes             | Vernon, New Jersey              |
| 1979 | Don Reinhoudt           | Lars Hedlund            | Bill Kazmaier           | Universal Studios, Kalifornie   |
| 1978 | Bruce Wilhelm           | Don Reinhoudt           | Lars Hedlund            | Universal Studios, Kalifornie   |
| 1977 | Bruce Wilhelm           | Bob Young               | Ken Patera              | Universal Studios, Kalifornie   |

1. ↑  Licis se narodil v Lotyšsku a je lotyšským občanem, ale v této soutěži zastupuje USA.
2. ↑  V roce 1987 se šampionát WSM nekonal poprvé od svého vzniku. V tomto roce se konala první a jediná ne-týmová soutěž Pure Strength. Ačkoli nebyla součástí franšízy WSM, někteří komentátoři ji považují za náhradu WSM v tomto roce.

### Vícenásobní šampióni
| Mistr                | Země               | Časy | Let                          |
| -------------------- | ------------------ | ---- | ---------------------------- |
| Mariusz Pudzianowski | Polsko             | 5    | 2002, 2003, 2005, 2007, 2008 |
| Jón Páll Sigmarsson  | Island             | 4    | 1984, 1986, 1988, 1990       |
| Magnús Ver Magnússon | Island             | 4    | 1991, 1994, 1995, 1996       |
| Žydrūnas Savickas    | Litva              | 4    | 2009, 2010, 2012, 2014       |
| Brian Shaw           | Spojené státy      | 4    | 2011, 2013, 2015, 2016       |
| Bill Kazmaier        | Spojené státy      | 3    | 1980, 1981, 1982             |
| Bruce Wilhelm        | Spojené státy      | 2    | 1977, 1978                   |
| Geoff Capes          | Spojené království | 2    | 1983, 1985                   |
| Jouko Ahola          | Finsko             | 2    | 1997, 1999                   |

### Nejvíckrát na stupních vítězů
| Časy | název                                    |
| ---- | ---------------------------------------- |
| 10   | Žydrūnas Savickas                        |
| 9    | Brian Shaw                               |
| 8    | Hafþór Júlíus Björnsson                  |
| 7    | Jón Páll Sigmarsson Mariusz Pudzianowski |
| 6    | Magnús Ver Magnússon Geoff Capes         |
| 5    | Bill Kazmaier Magnus Samuelsson          |

#### Galerie slavných

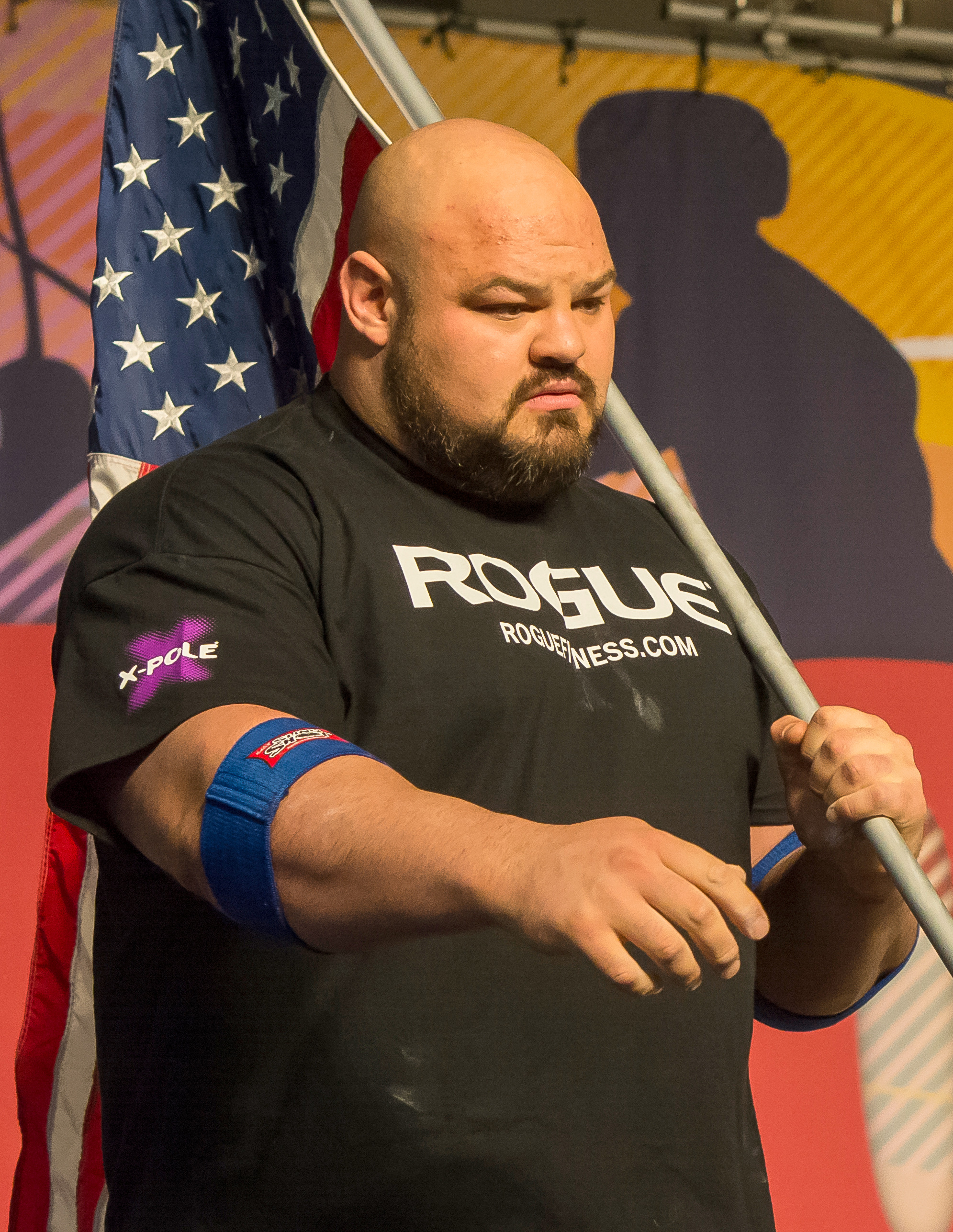
Brian Shaw
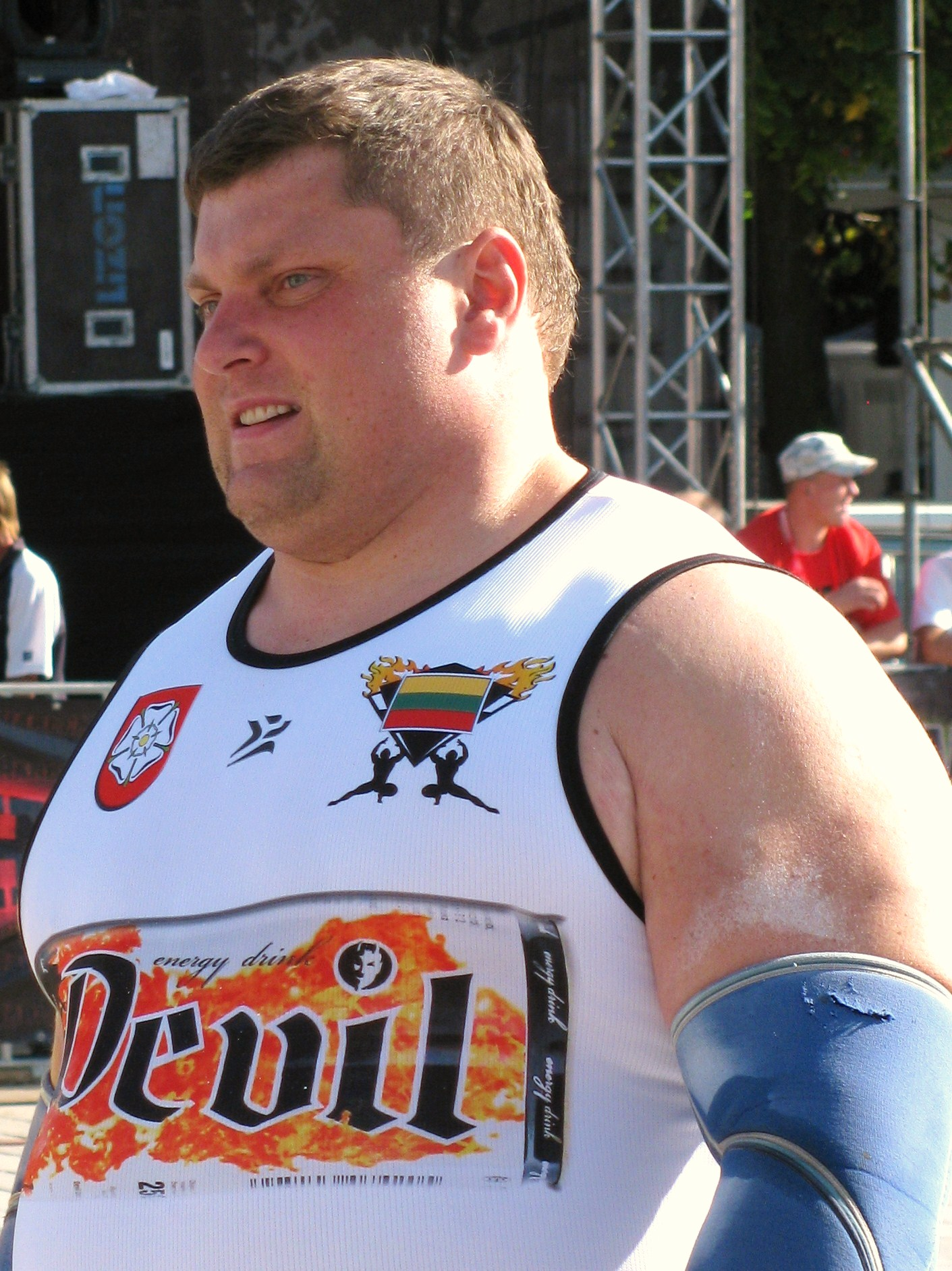
Žydrūnas Savickas
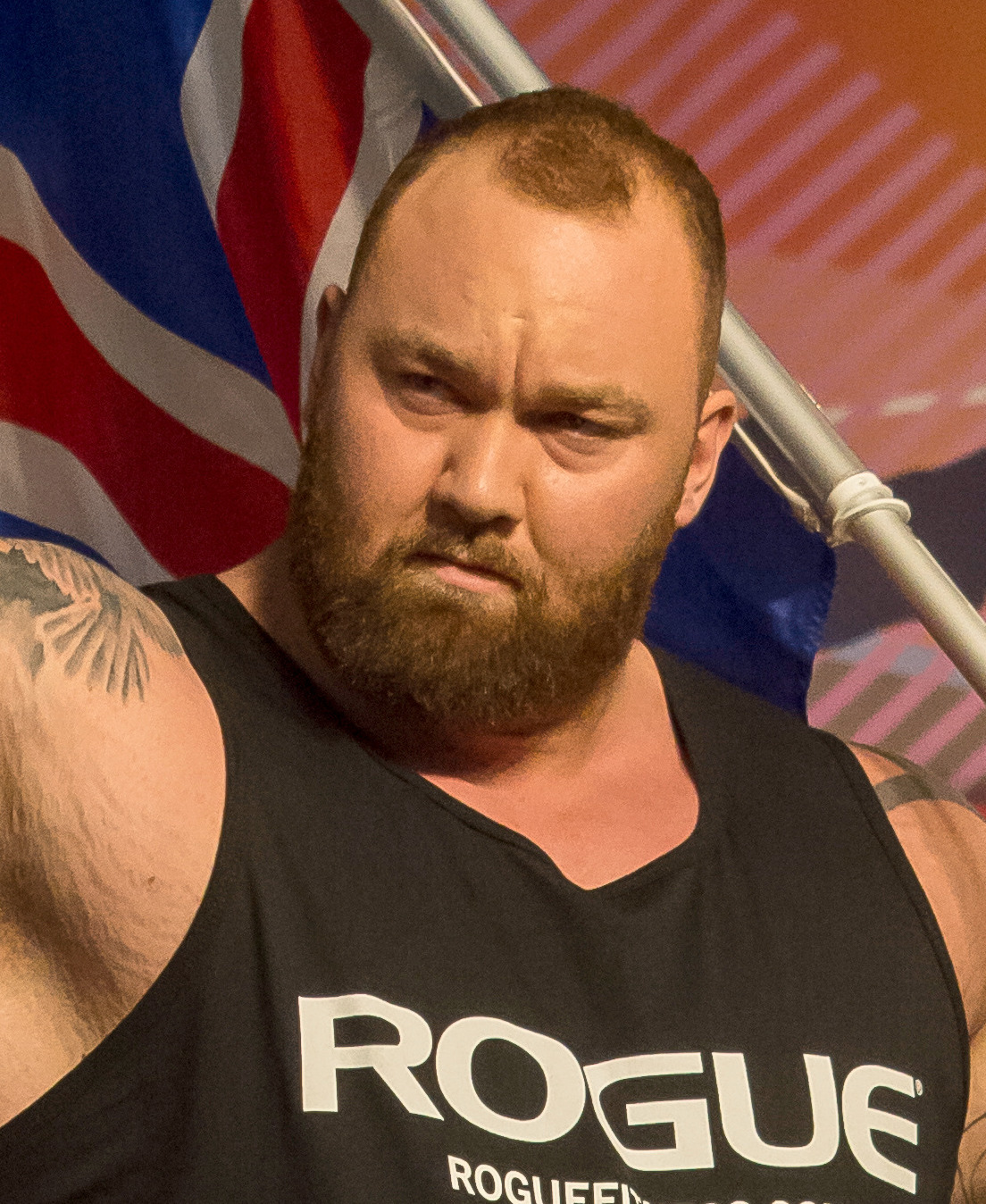
Hafþór Júlíus Björnsson
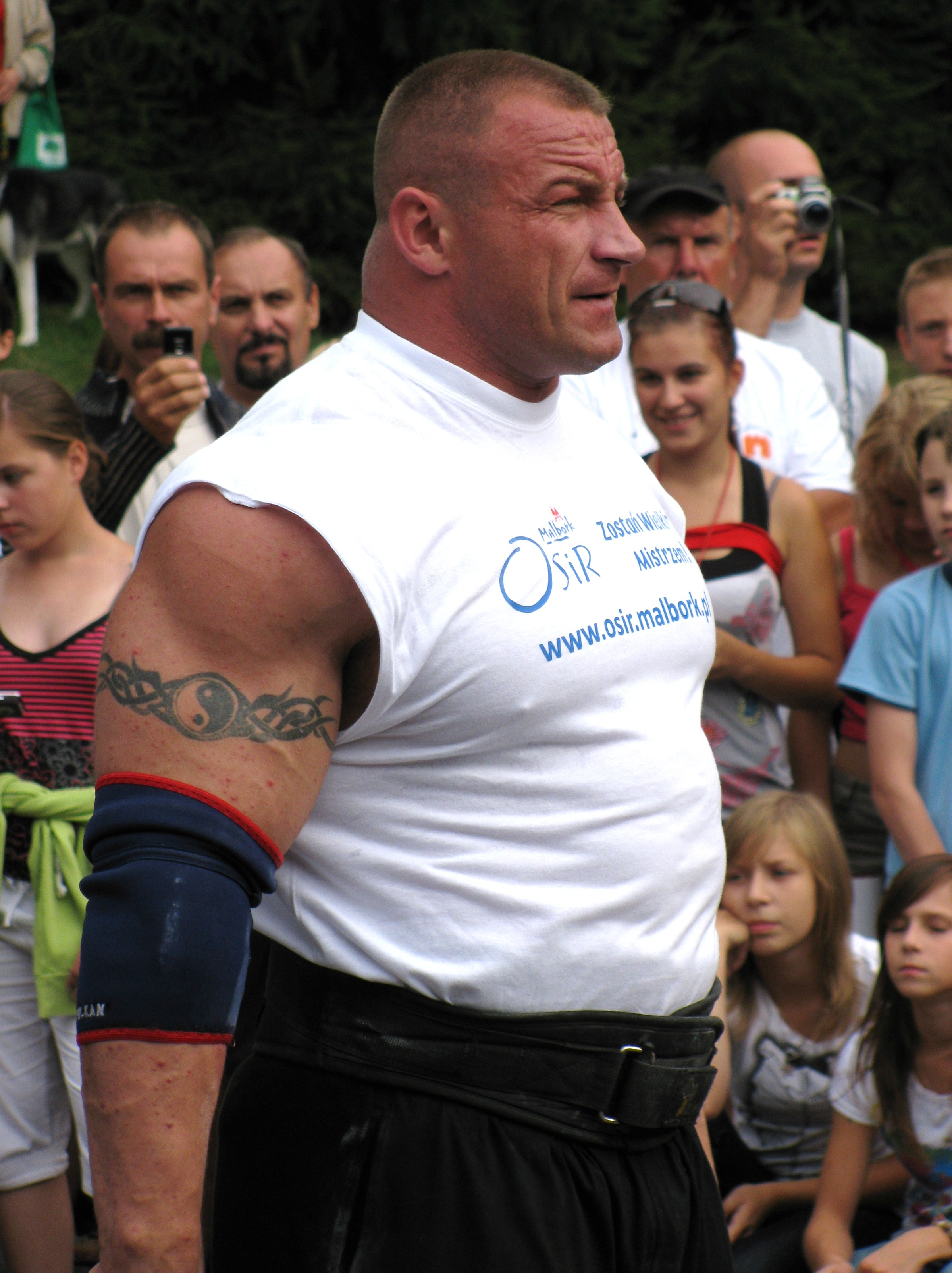
MariuszPudzianowski

### Mistrovství podle zemí
| Země               | Zlato | stříbrný | Bronz | Celkem |
| ------------------ | ----- | -------- | ----- | ------ |
| Spojené státy      | 12    | 7        | 10    | 29     |
| Island             | 9     | 7        | 5     | 21     |
| Spojené království | 5     | 2        | 8     | 15     |
| Litva              | 4     | 7        | 0     | 11     |
| Finsko             | 3     | 3        | 5     | 11     |
| Polsko             | 5     | 5        | 0     | 10     |
| Švédsko            | 1     | 3        | 4     | 8      |
| Holandsko          | 1     | 2        | 4     | 7      |
| Norsko             | 1     | 1        | 1     | 3      |
| Ukrajina           | 1     | 0        | 1     | 2      |
| Dánsko             | 0     | 2        | 0     | 2      |
| Kanada             | 0     | 1        | 1     | 2      |
| Jižní Afrika       | 0     | 1        | 1     | 2      |
| Rakousko           | 0     | 1        | 0     | 1      |
| Lotyšsko           | 0     | 0        | 1     | 1      |
| Rusko              | 0     | 0        | 1     | 1      |

Bulharsko, Estonsko, Faerské ostrovy, Fidži, Francie, Německo, Grenada, Gruzie, Maďarsko, Írán, Izrael, Itálie, Keňa, Namibie, Nigérie, Srbsko, Samoa, Slovinsko se od roku 2019 umístily v top desítce, ale ještě nezískaly medaili.

### Další zajímavosti
- Nejčastější kvalifikanti na WSM: Žydrūnas Savickas – 14x, Mark Felix – 14x
- Nejvíckrát ve finále WSM: Žydrūnas Savickas – 12x
- Nejvíckrát po sobě ve finále WSM: Brian Shaw – 11x (2009–2019)
- Nejčastěji mezi 5 nejlepšími ve WSM: Brian Shaw – 10x (2009–2018), Žydrūnas Savickas – 10x (2002–2015, vždy na 1.–2. místě)

## Síň slávy
Síň slávy WSM byla vytvořena v roce 2008, aby ocenila největší sportovce v historii soutěže.  Od roku 2020 je v Síni slávy WSM šest lidí; Svend Karlsen, Bill Kazmaier, Mariusz Pudzianowski, Magnús Ver Magnússon, Magnus Samuelsson a Jón Páll Sigmarsson.

## Fotogalerie

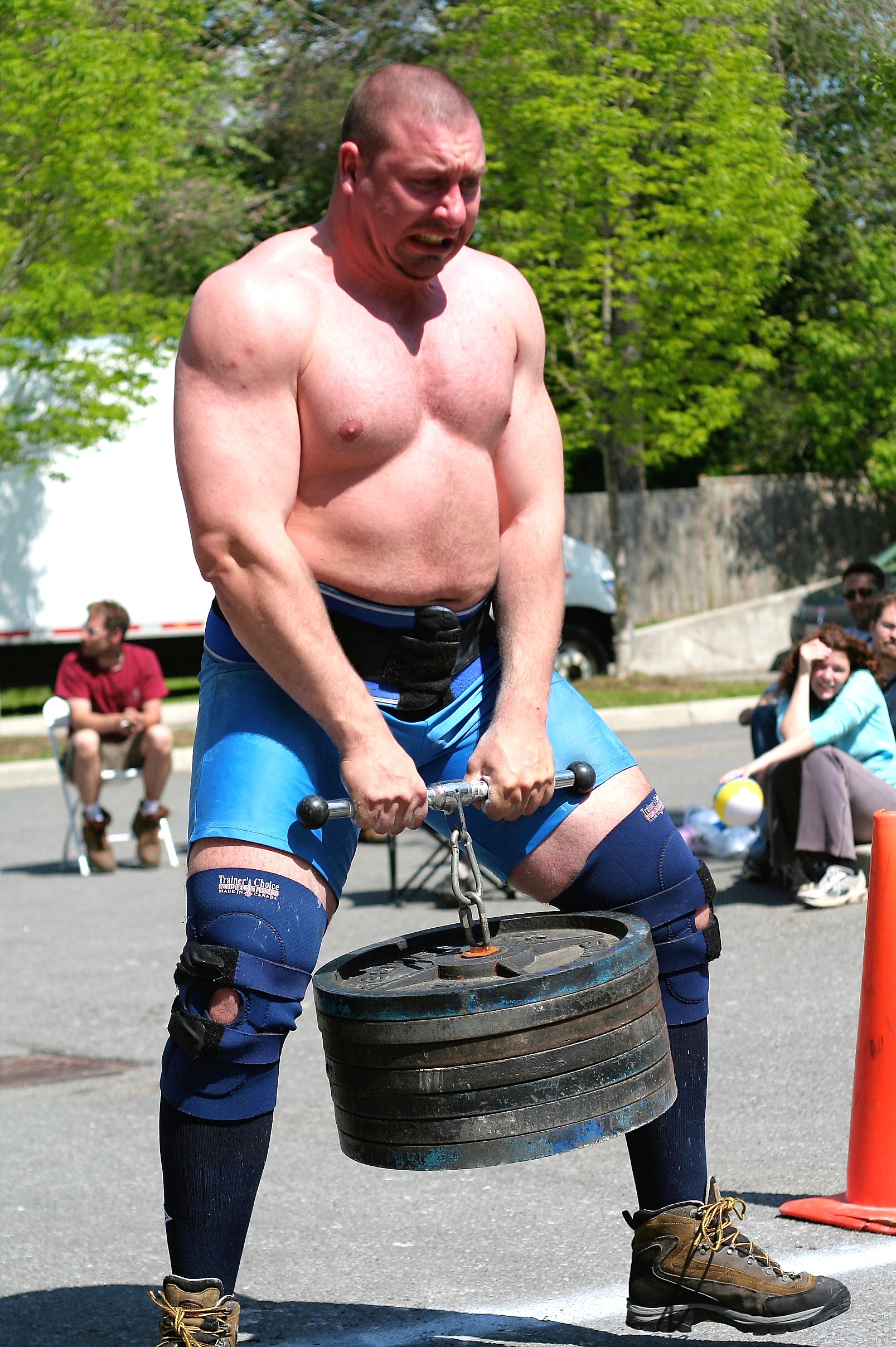
Kachní chůze
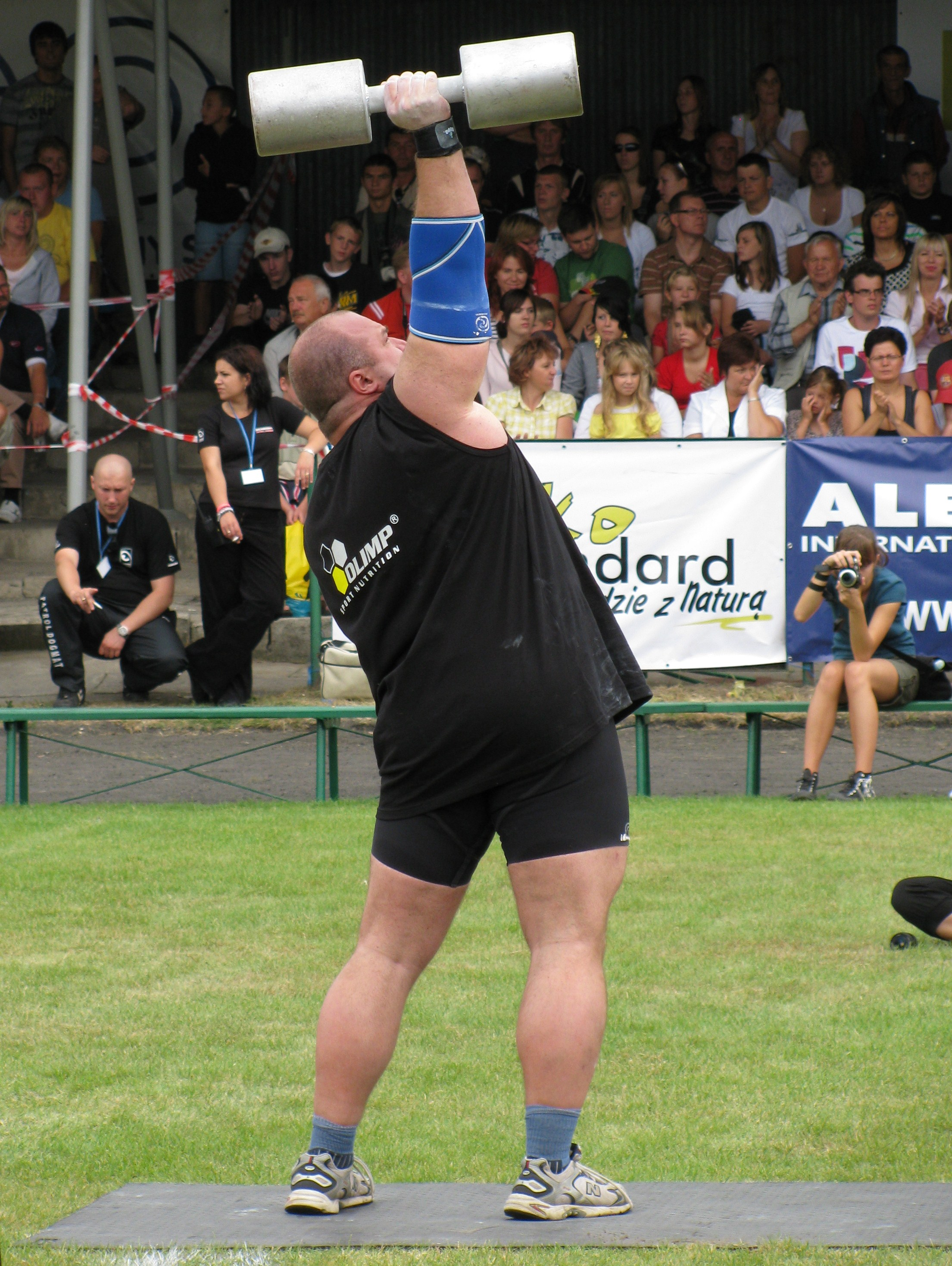
Obří jednoručka
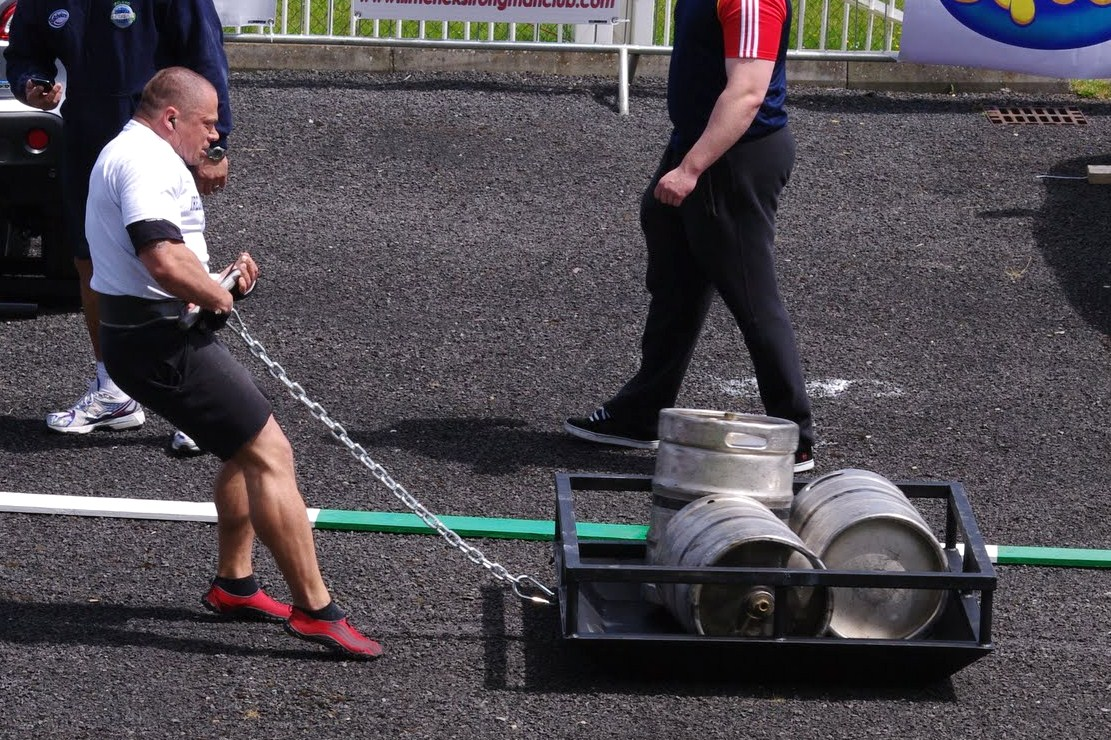
Carry and Drag
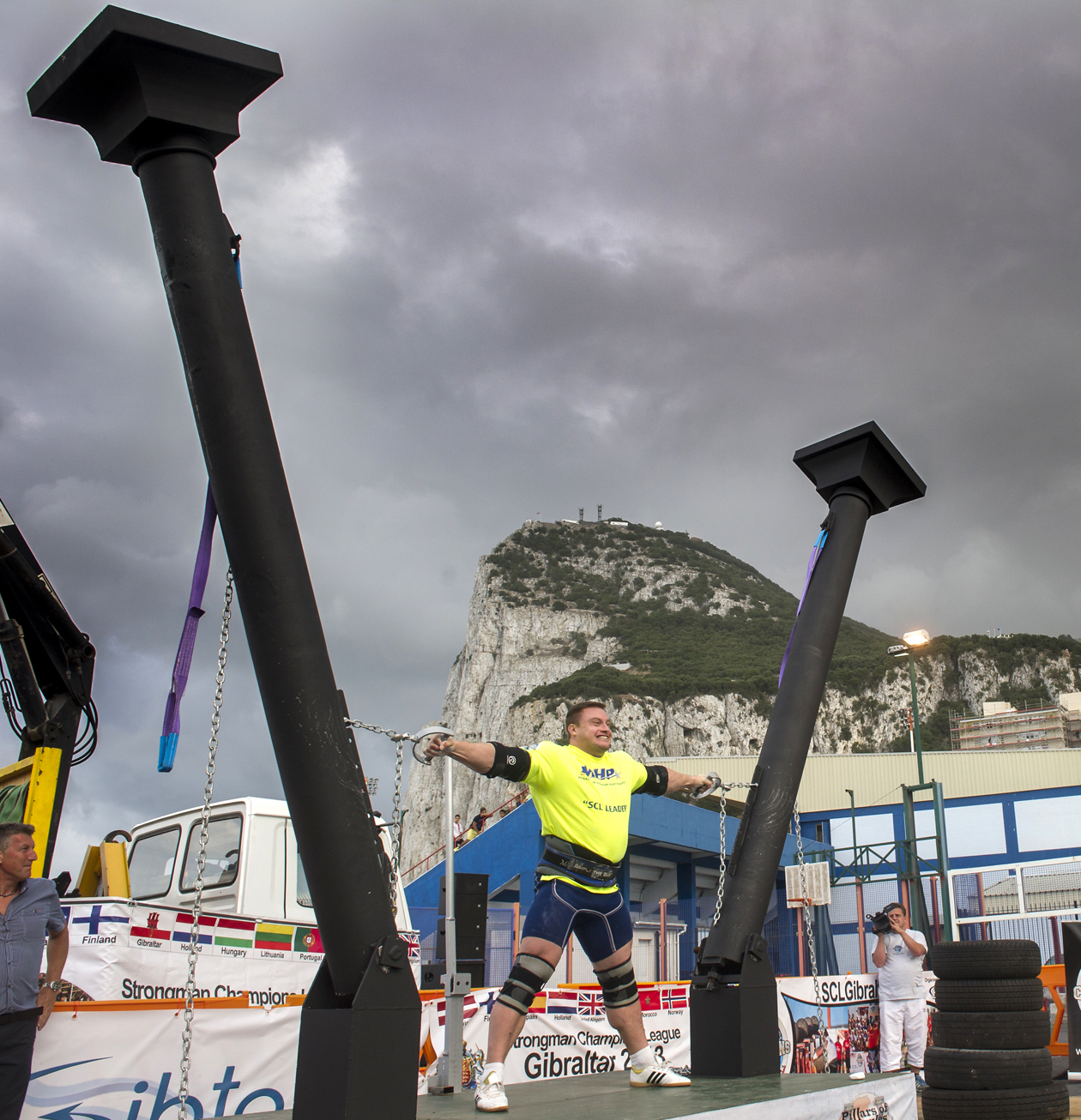
Hercules Hold
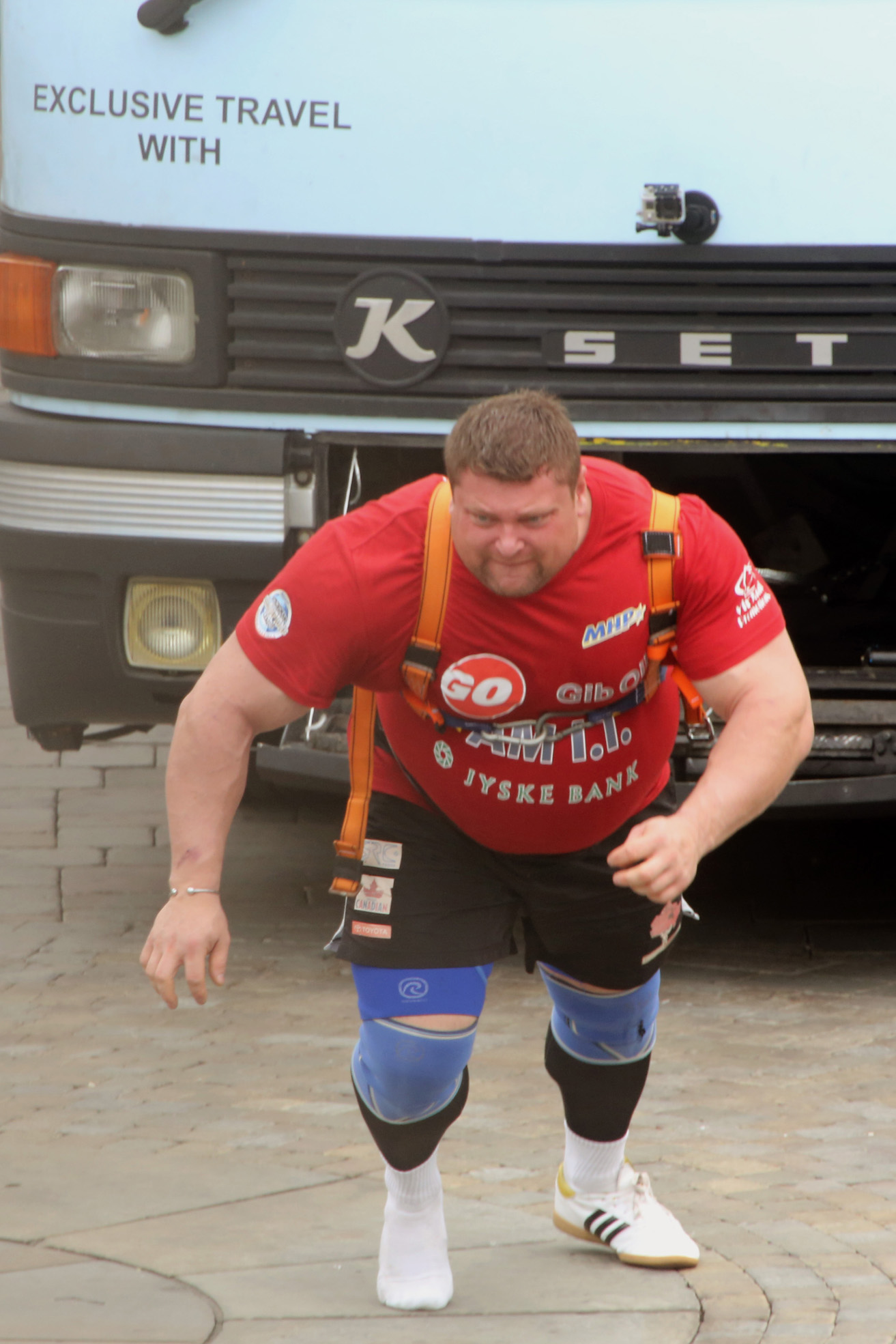
Tažení vozidla
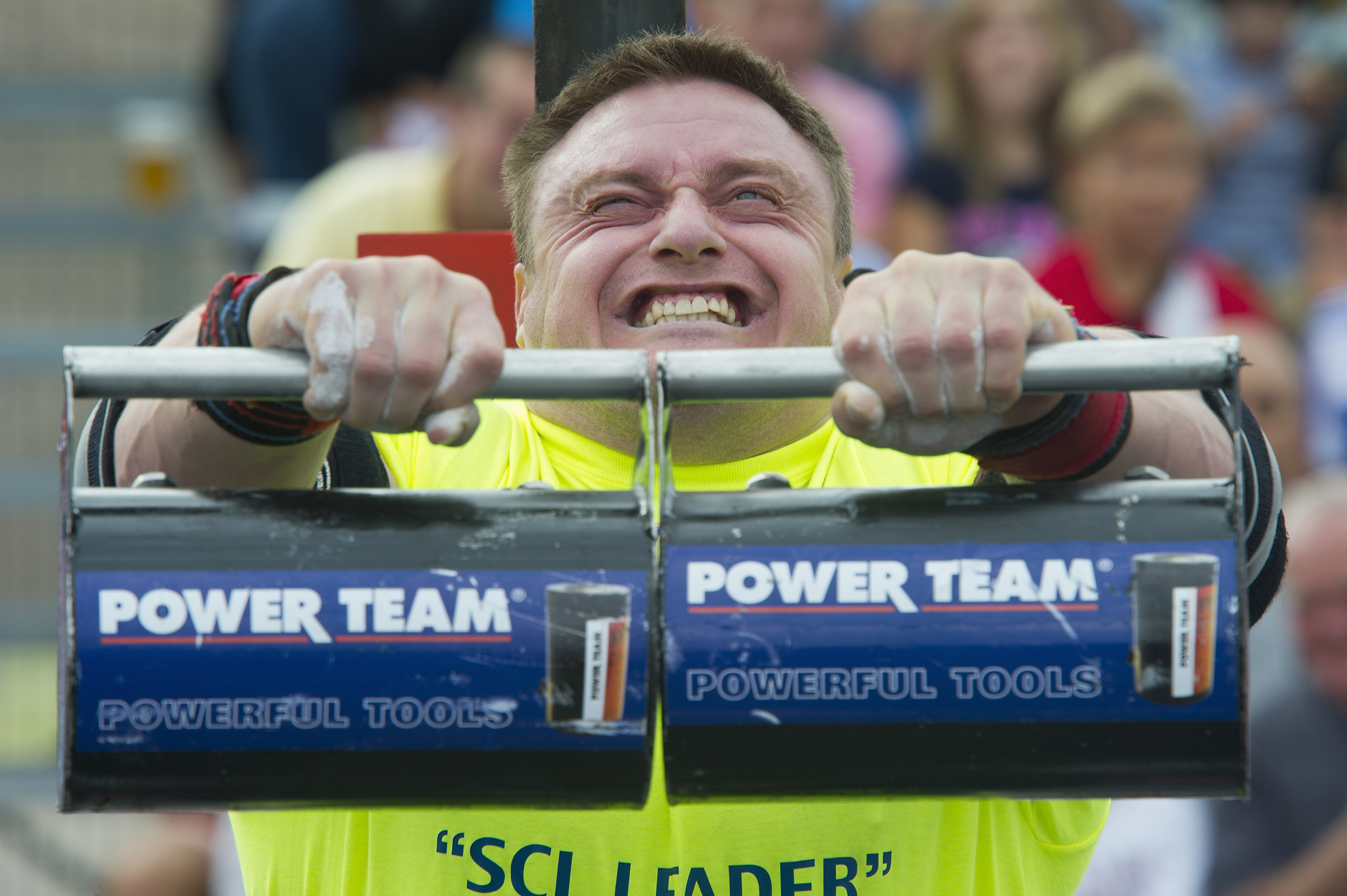
Krucifix, varianta předpažení